# Etnogeneza
Etnogeneza – proces kształtowania się etnosu grup etnicznych, a według niektórych badaczy także samej grupy etnicznej. Badaniem etnogenezy zajmuje się historia, etnologia, archeologia, antropologia kulturowa, socjologia i językoznawstwo. Termin wywodzi się od neologizmu ethnogenesis użytego pierwszy raz w połowie XIX wieku przez Henry`ego Timroda. Następnie pojęcie przejął świat XX-wiecznych antropologów - akademików.
Podstawowe formy etnogenezy to:
- podział i wykształcenie się odrębnego etnosu (np. hipotetyczny podział Bałtosłowian na Bałtów i Słowian[5])
- integracja bliskich sobie plemion (np. Polacy jako efekt stopienia się w jeden naród głównie Pomorzan, Polan, Mazowszan, Wiślan i Ślężan, w nieznanym okresie[6])
- mieszanie się kultur najeźdźców bądź poddanych (Węgrzy, Hiszpanie)
- konglomerat wielu elementów etniczno-kulturowych (Amerykanie, Brazylijczycy)